# Gabrielė Petkevičaitė-Bitė
Gabrielė Petkevičaitė (polonais : Gabriela Pietkiewicz ; 18 mars 1861 – 14 juin 1943) est une éducatrice, écrivaine et activiste lituanienne. Son nom de plume Bitė (Abeille) devient finalement une partie de son nom de famille. Encouragée par Povilas Višinskis (en), elle rejoint la vie publique et commence sa carrière d'écrivain en 1890, devenant une membre éminente du Renouveau national lituanien. Elle est fondatrice et présidente de la société Žiburėlis (en) pour fournir une aide financière aux étudiants en difficulté, l'une des rédactrices en cheffe du journal Lietuvos žinios (en) et une membre active du mouvement des femmes. En 1920, elle est élue à l'Assemblée constituante de Lituanie et préside sa première session. Ses écrits réalistes sont centrés sur l'exploration de l'impact négatif des inégalités sociales. Son œuvre la plus importante, le roman en deux parties Ad astra (1933), dépeint la montée du renouveau national lituanien. Avec Žemaitė, elle co-écrit plusieurs pièces de théâtre. Son journal, tenu pendant la Première Guerre mondiale, est publié en 1925-1931 et 2008-2011.

## Biographie

### Jeunesse et éducation
Petkevičaitė est née au manoir Puziniškis, district de Panevėžys, dans une famille de la noblesse lituanienne. Son père, diplômé de l'Université de Kiev, est médecin et devient directeur d'un hôpital à Joniškėlis. Il sympathise avec les populistes russes qui mettent l'accent sur le service rendu au peuple. Quand elle a neuf ans, la mère de Petkevičaitė meurt du typhus et, en tant qu'aînée, elle commence à s'occuper de ses cinq frères malgré son propre handicap (colonne vertébrale déformée). Le devoir et le service envers autrui continuent à occuper une place importante dans la vie et l'œuvre de Petkevičaitė. Elle reçoit une éducation à domicile auprès de Laurynas Ivinskis (en) (en 1866-1868) et d'autres tuteurs privés. Après avoir obtenu son diplôme d'une école privée pour filles à Jelgava (Dorotheen-Töchterschule) en 1878, Petkevičaitė travaille avec son père dans une pharmacie et donne des cours particuliers de lituanien, violant ainsi l'interdiction de presse lituanienne. Elle veut poursuivre ses études et étudier les mathématiques à l'université, mais son père ne le lui permet pas et elle se sent piégée dans la vie provinciale par ses devoirs familiaux et la gestion du manoir. Elle suit des cours d'apiculture à Deltuva en 1885 et écrit même un livret sur l'apiculture en 1889, mais celui-ci n'est pas publié. En février 1885, elle devient la marraine de sa cousine Sofija Smetonienė (en).

### Carrière sous l'Empire russe

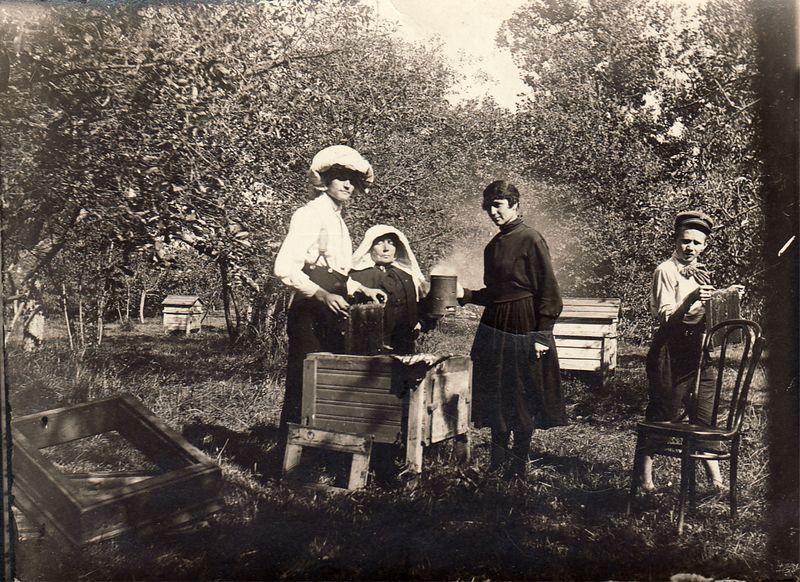
Petkevičaitė-Bitė dans son rucher dans les années 1910

Son premier article est publié dans Varpas (en) en 1892 et traite des questions féminines. En 1893, elle fonde la société Žiburėlis (en) pour fournir une aide financière aux étudiants en difficulté et en devient la force motrice. En 1894, elle rencontre Povilas Višinskis (en) qui lui offre Piršlybos (La Proposition), le premier manuscrit de Žemaitė. L'ouvrage est édité par Jonas Jablonskis pour la grammaire et l'orthographe et publié, lançant la carrière littéraire de Žemaitė. Avec Višinskis, elle met en scène la première représentation théâtrale légale en langue lituanienne. La comédie simple America in the Bathhouse (en) est jouée en août 1899 à Palanga. Après la mort de Vincas Kudirka, elle dirige une chronique régulière dans Varpas. Elle est également membre de la Société géographique impériale russe et rédige des articles sur des sujets ethnographiques dans ses publications. 
En 1905, elle participe au Grand Seimas de Vilnius (en) qui décide d'exiger une large autonomie politique pour la Lituanie au sein de l'Empire russe. Elle est l'une des organisatrices et présidente du premier congrès des femmes lituaniennes en 1907 et contribue à l'organisation de l'Union des femmes lituaniennes. Le conflit de Petkevičaitė et d'autres militantes plus libérales avec le clergé lituanien conduit à la création de l'Organisation des femmes catholiques lituaniennes distinctes d'esprit catholique. En décembre 1908, elle participe avec Žemaitė au premier congrès panrusse des femmes organisé par la Ligue pour l'égalité des femmes. Elle lit un reportage sur les femmes lituaniennes dans la vie familiale et publique, dans les villages et les villes. Le rapport élargi est publié en Lituanie en 1910. En juin 1911, elle assiste à la sixième conférence de l'Alliance internationale pour le droit de vote des femmes à Stockholm. 
Après la mort de son père en 1909, elle vit à Vilnius mais les obligations familiales la suivent : elle doit s'occuper de ses trois neveux et d'un orphelin que sa famille a adopté de manière informelle. À Vilnius, elle travaille comme rédactrice du Lietuvos žinios (en). En 1911-1912, elle est rédactrice en chef de Žibutė, un supplément libéral du Lietuvos ūkininkas (en) destiné aux femmes. Žibutė encourage les femmes à rechercher une éducation et à être actives dans la vie sociale et politique. C'est une réponse libérale à la Lietuvaitė catholique, qui soutient le rôle traditionnel de la femme en tant que femme de ménage et publie des articles sur l'étiquette féminine et les recettes culinaires. Au total, elle écrit quelque 400 articles dans divers journaux. Pendant la Première Guerre mondiale, Petkevičaitė retourne dans la maison de son enfance. Elle suit des cours d'assistante médicale et, selon le souhait de son père, aide les malades. Pendant la guerre, elle tient un journal, publié pour la première fois en 1925 et 1933. Dans son journal, elle exprime son soutien à Hugo Haase et au Parti social-démocrate allemand. 

### Carrière dans la Lituanie indépendante

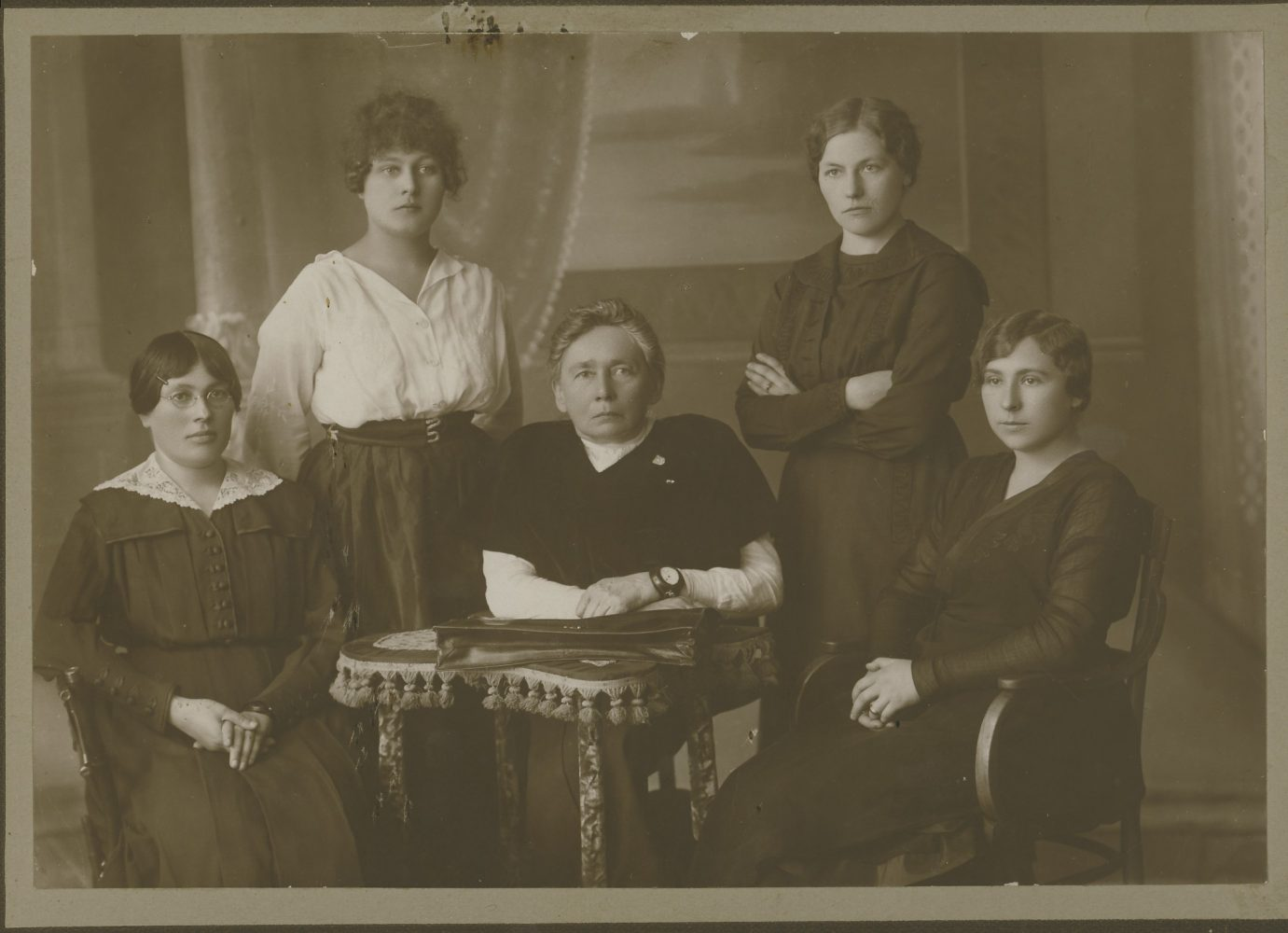
Petkevičaitė-Bitė (au centre) avec d'autres femmes déléguées de l'Assemblée constituante de Lituanie.

En mai 1920, elle est élue à l'Assemblée constituante de Lituanie et, en tant que deuxième membre le plus âgée de l'assemblée (le plus âgé, Simon Yakovlevich Rosenbaum, ne parle pas lituanien), préside sa première session avant qu'un président soit élu. Cependant, elle démissionne quatre mois plus tard. En juin 1920, elle assiste à la huitième conférence de l'Alliance internationale pour le droit de vote des femmes à Genève. En 1919, à l'invitation de Juozas Balčikonis (en), elle commence à enseigner au gymnase Panevėžys. Elle enseigne la langue lituanienne, la littérature, l'histoire ancienne ainsi que les langues polonaise et allemande. En collaboration avec Juozas Zikaras (en), Petkevičaitė conçoit un uniforme scolaire pour les filles, qui est rapidement adopté au niveau national et abandonné seulement vers 1990. Ses notes de cours sur la littérature mondiale sont élaborées et publiées en 1922 et 1924 sous forme de manuel scolaire en deux volumes. 
En 1924, Petkevičaitė démissionne de son poste d'enseignante en raison de problèmes de santé. Elle se retire ensuite largement de la vie publique, mais continue à écrire. En 1926, elle est candidate à l'élection présidentielle lituanienne de 1926, organisée par le Seimas le 7 juin 1926, où elle obtint une voix — partageant la troisième place avec l'autre candidate Felicija Bortkevičienė —. En 1927, elle propose de créer le Conseil des femmes lituaniennes, une organisation faîtière réunissant toutes les organisations de femmes de Lituanie. En reconnaissance de ses réalisations, elle reçoit à deux reprises l'Ordre du grand-duc Gediminas, en 1929 et 1936. Elle décède en 1943 à Panevėžys. Sa maison est transformée en musée commémoratif en 1968, mais elle est fermée en 2010. Sa médaille commémorative, décernée chaque année pour un travail public et culturel distingué, es créée par le Seimas en 2011.

## Carrière d'écrivaine

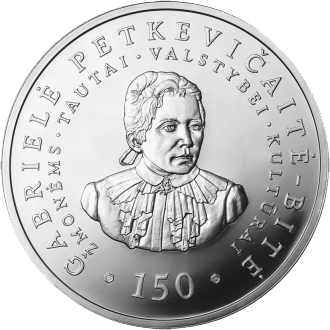
Pièce commémorative de 50 litas (2011). L'inscription se lit comme suit : Pour les gens, la nation, l'État, la culture.

Petkevičaitė commence à rédiger des articles d'actualité pour Varpas (en) en 1890 (après avoir lu une plainte de Vincas Kudirka selon laquelle le journal manque de correspondants). Sa première fiction est publiée dans des périodiques (1894) et plus tard sous forme d'ouvrages autonomes (1900). Ses écrits sont centrés sur les inégalités sociales et appartiennent au mouvement du réalisme littéraire. Elle considère les inégalités comme la cause de souffrances économiques et de déclin moral, mais pense que la montée de l’humanisme atténuera la misère. Petkevičaitė oppose souvent l’harmonie trouvée dans le monde naturel aux classes sociales dysfonctionnelles. La nouvelle Dievui atkišus (L'offrir à Dieu) sur une jeune fille séduite par un propriétaire foncier est l'un de ses commentaires sociaux les plus puissants. Son roman en deux parties Ad astra (1933) dépeint la montée de la conscience nationale pendant la renaissance nationale lituanienne, mais n'est pas bien accueilli par la critique en raison de son ton sentimental et de ses caractérisations fades. Son journal, rédigé pendant la Première Guerre mondiale, exprime son désir de beauté, de paix et d'humanité idéale. Le journal est un bon exemple de tentatives romantiques pour échapper à la misère quotidienne et se tourner vers la parole parfaite de la nature et des arts. 
En 1899, Petkevičaitė co-dirige avec Povilas Višinskis (en) la première pièce en lituanien America in the Bathhouse (en) (Amerika pirtyje) à Palanga. Encouragée par le succès, Petkevičaitė s'associe à une autre écrivaine, Žemaitė, et écrit plusieurs pièces sous le pseudonyme commun de Dvi Moteri (Deux femmes), dont Velnias spąstuose (Le Diable dans un piège, 1902), Kaip kas išmano, taip save gano (Chacun pour soi, 1904), Parduotoji laimė (Le bonheur vendu, 1905), Dublynė (La tourbière, 1912) et d'autres. 